# Mirror Park
『Mirror Park』（ミラー・パーク）は、2020年4月1日から2022年3月31日までZIP-FMで放送されていたラジオ番組である。2020年3月まで放送されていた「Groover's Dive」の後継番組。

## 概要
2020年3月まで放送されていた「Groover's Dive」（荒戸完が担当）の後継番組であり、スタッフはプロデューサー以外同じである。ナビゲーターは3月まで「tTime」を担当していた小林拓一郎。2022年3月31日限りで番組が終了されることが、3月21日に発表された。

## ナビゲーター
- 小林拓一郎

代打ナビゲーター
- 荒戸完（2020年6月23日・2022年3月2日[注 1]）
- 白井奈津（2020年6月24日・25日・2022年3月1日[注 1]）
- 中川大輔（2020年11月11日・12月2日[注 2]・12月9日・12月16日・2021年4月14日[注 3]）
- ウチダアキヒコ（Qaijff、2022年3月3日[注 1]）
- BANTY FOOT JUN（2022年3月7日[注 1]）
- 神原真理（2022年3月8日[注 1]）
- 清里千聖（2022年3月9日[注 1]）
- 高樹リサ（2022年3月10日[注 1]）

## 主なコーナー
サーフボードプログラム
- 21:35（水） - CAMPUS INVITATION with lol（名古屋外国語大学・名古屋学芸大学）（2020年7月 - 12月）

ショートプログラム
- 21:10 - DUNK THE SPORTS[注 4]
- 22:30 - tTime